# France 3 Nord-Pas-de-Calais
 (décembre 2021).
France 3 Nord-Pas-de-Calais est une des vingt-quatre antennes métropolitaines de proximité de France Télévisions, émettant sur les départements du Nord et du Pas-de-Calais (nord de la région Hauts-de-France), et basée à Lille. Elle fait partie de la direction régionale de France 3 Hauts-de-France.
Sa grille des programmes est basée sur un « programme commun » produit à Paris et diffusé au niveau national par l'ensemble des stations régionales de France 3, auquel viennent s'ajouter des productions propres (journaux, bulletins météo, retransmission de certains événements régionaux ou de compétitions sportives) ou en collaboration avec France Bleu Nord (reprise en direct du signal de la radio de 7 heures à 8 heures 40).

## Histoire de la chaîne

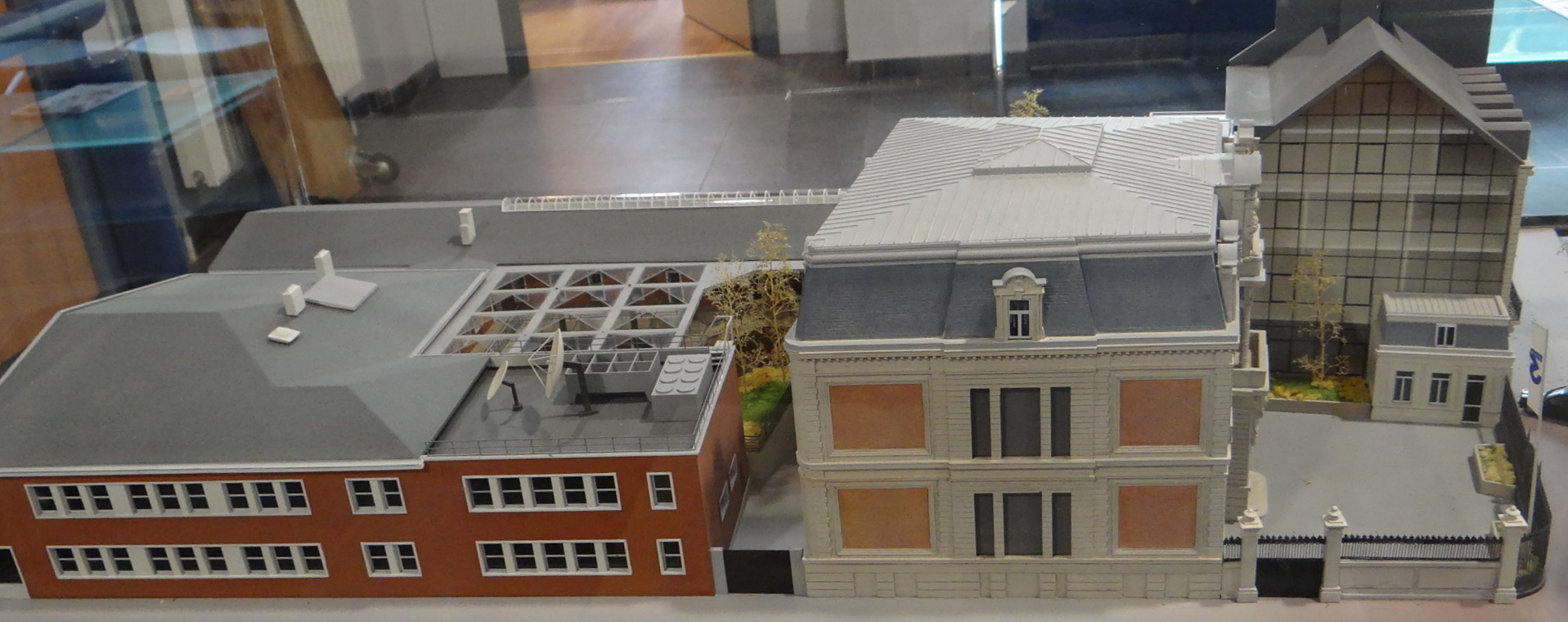
Maquette des locaux de France 3 Nord Pas-de-Calais

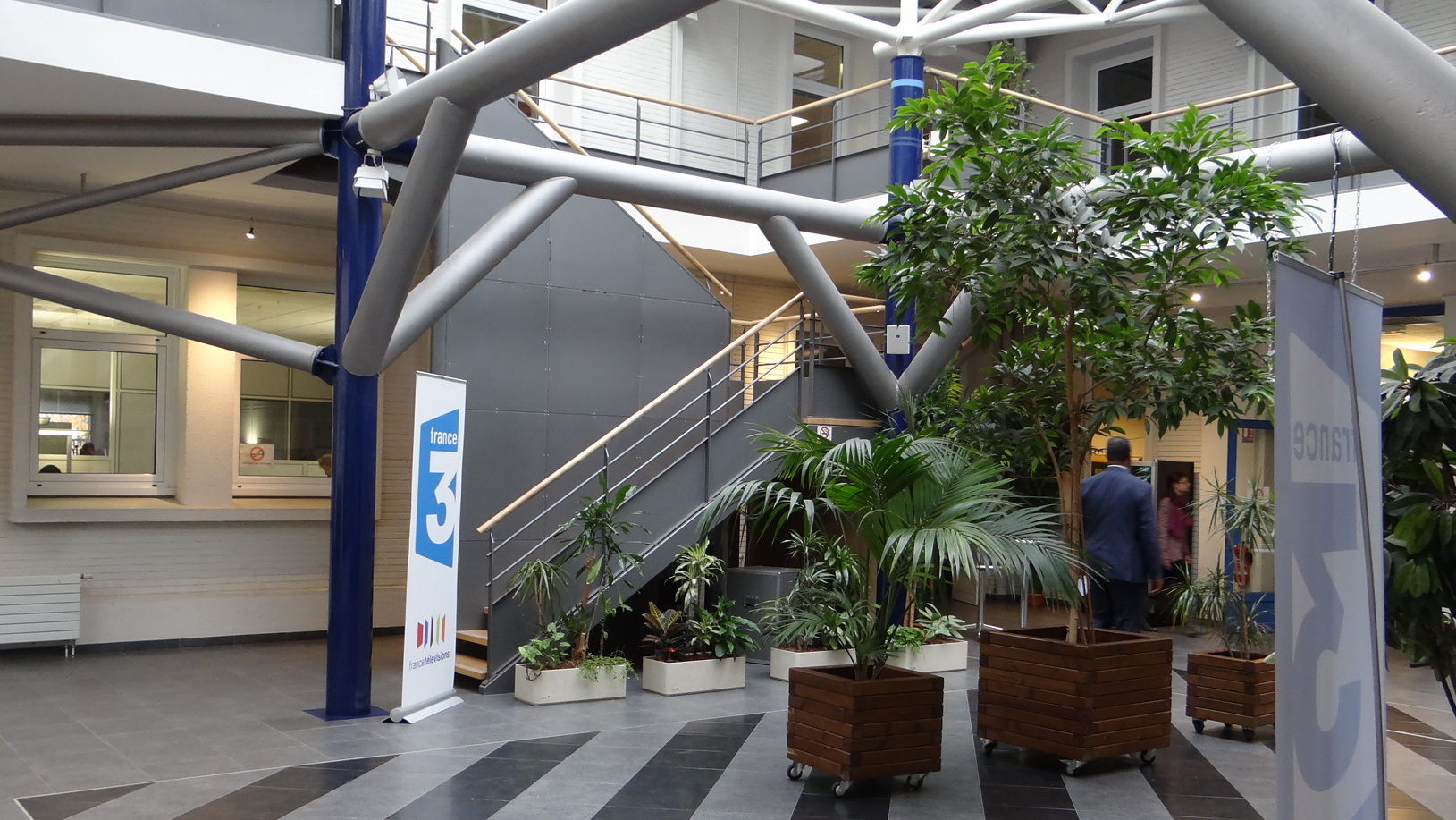
Le patio

Jusque-là expérimentation parisienne, la télévision française voit sa zone d'émission s'étendre avec la décision du gouvernement de créer les premières stations régionales de télévision, afin de permettre aux régions urbanisées et industrielles, à proximité des frontières, de capter les signaux de télévision. Le 10 avril 1950 a lieu la diffusion expérimentale des premières images de télévision en France hors de Paris avec la mise en service du premier émetteur de télévision régional de la Radiodiffusion-télévision française (R.T.F.) à haute définition en 819 lignes à Lille. L'inauguration officielle du petit studio de télévision de 12 m2 de la R.T.F. aménagé au troisième étage du beffroi de l'Hôtel de Ville de Lille a lieu le 25 avril, en présence de Pierre-Henri Teitgen, Ministre d'État chargé de l'Information, et de Charles Brune, ministre des P.T.T.. Le programme inaugural de Télé-Lille, composé d'un sketch de Line Darjel et Simons puis du discours du ministre, est diffusé de 15h00 à 18h30 et regardé par de nombreux spectateurs à Lille, Roubaix et Tourcoing devant les postes de télévision installés par des constructeurs.
La première télévision régionale française, dotée par la R.T.F. d'une caméra, de deux projecteurs, sans aucune possibilité d'enregistrement ou de montage, diffuse deux heures par jour en fin de journée des émissions réalisées en direct composées d'interviews, de films, de spectacles de marionnettes et de dramatiques. Ce programme, exclusivement produit localement par deux réalisateurs de la R.T.F. venus de Paris, est diffusé en toute indépendance par rapport au programme de télévision parisien. Ses animateurs sont Jacques Navadic, Robert Diligent, Thérèse Leduc, ainsi que la speakerine Nicole Gunderman. Le 29 juin 1951, Télé-Lille se dote de son propre journal télévisé régional, Images du Nord, présenté depuis le studio du beffroi de Lille par Jacques Navadic et Robert Diligent. Outre le journal télévisé, Télé-Lille diffuse des émissions de variétés réalisées de façon rudimentaire avec des artistes locaux, des films grâce à son unique télécinéma (obligeant la speakerine à "meubler" pendant que l'on change de bobine) et des programmes "kinescopés" (enregistrés sur film) de la station de Paris. Les kinescopes comportent entre autres la diffusion, le lendemain, du journal télévisé de Paris dont la bobine film est expédiée chaque soir par train après la diffusion en direct. Pour ce faire, une caméra film 16 mm modifiée reprend l'image et le son d'un moniteur sur lequel passe l'émission en direct. La télévision de l'INR n'existant pas encore, Télé-Lille est alors l'unique chaîne de télévision captable en Belgique de Gand à Tournai, ce qui permet à la chaîne de compter cinq fois plus de téléspectateurs belges que nordistes. Des émissions spécifiques (en français et en néerlandais) sont d'ailleurs réalisées par et pour des Belges.
Le premier faisceau hertzien de télévision entre Lille et Paris est installé en février 1952, permettant à l'émetteur lillois de devenir le premier relais de l'émetteur parisien de la Tour Eiffel et de relayer le programme national de la R.T.F. Télé-Lille ne conserve que quelques émissions propres diffusées en dehors de la grille nationale. Elle diffuse chaque jour, sauf le dimanche, en décrochage du programme parisien, des émissions de variété à 12h30 et le journal régional à 13h30, puis juste avant le début des émissions de Paris, lesquelles ne commencent pas avant 19h à cette époque.
Les studios de télévision de Télé-Lille quittent le beffroi en avril 1957 pour aller s'installer boulevard de la Liberté au siège de la direction régionale de la R.T.F. qui abrite déjà les studios de Radio-Lille. Il est procédé par la même occasion au remplacement de l'émetteur dans le beffroi par des antennes de grande puissance installées sur un petit pylône édifié au sommet du beffroi qui permettent une meilleure réception dans l'Ouest du Nord et du Pas-de-Calais, ainsi qu'en Belgique.
À partir de 1958, la station réalise pour le réseau national un dimanche sur quatre, en alternance avec Télé-Strasbourg, Télé-Marseille et Télé-Lyon, la série Dimanche en France, initiée par Jean d'Arcy, le Directeur de la télévision de la R.T.F. Ces émissions sont réalisées en film noir et blanc et diffusées de 12h30 à 13 heures,,. Cette tranche horaire est reprise par Paris en 1962 pour diffuser Discorama.
Le dimanche 4 octobre 1959, Télé-Lille met à l'antenne le Magazine du Mineur,,,, émission mélangeant informations et variétés présentée par Léopold Simons, la speakerine Christine Rabiéga et Michel Chastant, initiée et contrôlée par les Houillères du bassin du Nord et du Pas-de-Calais (HBNPC), et destinée à ses mineurs et à leurs familles que les Houillères aident à s'équiper en télévisieurs. Cette émission, diffusée le premier dimanche de chaque mois à 13h30 en décrochage du programme national et qui prenait la suite de l'émission radio de la R.T.F., Terrils et corons, était la première émission spécialement émise pour une catégorie professionnelle. Elle deviendra en 110 numéros et 12 années d'existence une référence dans le paysage audiovisuel régional de l'époque.
Le 15 novembre 1963, Alain Peyrefitte, ministre de l'Information, inaugure une nouvelle formule du journal télévisé régional diffusé dans chaque région française tous les jours de 19h25 à 19h40, en commençant par Lille avec le lancement de Nord Actualités. Cette nouvelle formule est destinée à présenter chaque soir l'actualité et le visage de la région à ses téléspectateurs et officieusement à rétablir l’équilibre politique avec la presse régionale jugée hostile au gouvernement gaulliste. À partir de cet instant, l’information occupe une place prépondérante dans les programmes régionaux par rapport à la production artistique à la suite de la transformation des stations régionales en Centres d’Actualités Télévisés (CAT).
Le Centre d’actualités télévisées d’Amiens, rattaché à celui de Lille, est créé le 10 avril 1967 pour la circonscription d’actions économiques Nord Picardie. Il produit et diffuse chaque soir sur la deuxième chaîne un journal télévisé régional pour la Picardie en parallèle de celui diffusé pour le Nord-Pas-de-Calais par Télé-Lille sur la première chaîne.
La création en 1972 d'une troisième chaîne nationale et interrégionale par l'O.R.T.F., s’appuyant largement sur les relais techniques et rédactionnels de ses stations régionales, entraîne l'installation d’un centre de production lourde de Télé-Lille à Lambersart destiné à produire des émissions pour le nouveau canal, à commencer par sa soirée inaugurale le 31 décembre 1972.

Publicité pour la nouvelle plage horaire 17h-20h

À la suite de l'éclatement de l'O.R.T.F. le 31 décembre 1974 et de la création de la nouvelle société nationale de programme France-Régions 3 responsable de toutes les chaînes de radio et de télévision régionales, Télé-Lille devient FR3 Nord-Picardie dès le 6 janvier 1975, lorsque les programmes régionaux passent de la deuxième à la troisième chaîne.
À partir du 5 septembre 1983, le programme régional est diffusé en soirée de 17h00 à 19h55 et la station change son nom en FR3 Nord-Pas-de-Calais Picardie. La publicité sur l'antenne régionale est autorisée par la Haute Autorité de la communication audiovisuelle en 1984.
Pour les 35 ans de la chaîne, Jean Crinon, seul journaliste de l'époque Télé-Lille travaillant encore à FR3 Nord-Pas-de-Calais Picardie, réalise en 1985 un petit reportage rétrospectif sur l'épopée de la télévision de Lille sur le ton des actualités des années 1950. Lorsque TF1 est privatisée en avril 1987, FR3 Nord-Pas-de-Calais Picardie devient la plus ancienne chaîne de télévision publique française.
L'information régionale est diffusée tous les jours de 19h10 à 19h30 dans le cadre du 19/20 dès 1990. Pour fêter ses 40 ans, FR3 Nord-Pas-de-Calais Picardie met à l'antenne le 24 septembre 1990 la première édition d'information locale de FR3, baptisée Europole TV, en collaboration avec des médias locaux.
Avec la création de France Télévision le 7 septembre 1992, les sociétés nationales de programmes de télévision changent de nom : FR3 devient France 3 et sa station régionale FR3 Nord-Pas-de-Calais Picardie est renommée France 3 Nord-Pas-de-Calais Picardie. En septembre 1994 est inaugurée à Boulogne-sur-Mer la seconde édition locale de France 3 Nord-Pas-de-Calais Picardie avec la mise à l'antenne de France 3 Côte d’Opale qui émet sur le littoral du Nord-Pas-de-Calais . La première édition locale, Europole TV, change de nom et devient France 3 Europole en 1997, puis France 3 Lille Métropole le 1er janvier 2000.
Fin 2009, la direction régionale de France 3 Nord-Pas-de-Calais Picardie couvrait 5 départements et comptait deux rédactions régionales (Lille et Amiens), cinq éditions locales (Lille, Côte d'Opale, Amiens, Beauvais et Soissons), trois bureaux permanents et une unité régionale de production à Lambersart. Depuis le 4 janvier 2010, une nouvelle organisation de France 3 a été mise en place dans le cadre de l'entreprise unique France Télévisions. L’un des changements majeurs pour France 3 est la suppression de ses 13 directions régionales remplacées par quatre pôles de gouvernance (Nord-Est, Nord-Ouest, Sud Ouest et Sud-est) localisés dans quatre grandes villes de France, celui du Nord-Est ayant été attribué à Strasbourg. Les régions sont redécoupées en 24 antennes dites de proximité. Le bureau régional d'information d'Amiens cesse de dépendre de Lille, qui a perdu son rôle de direction régionale, pour devenir autonome. France 3 Nord-Pas-de-Calais Picardie se scinde alors en deux antennes de proximité : France 3 Nord-Pas-de-Calais et France 3 Picardie.
Depuis le 1er janvier 2017, l'antenne de proximité fait partie de la direction régionale de France 3 Hauts-de-France, regroupant les deux antennes de proximité de la région, crée le 1er janvier 2016. Cette nouvelle direction régionale remplace les pôles de gouvernance. Elle sert d'identité commune pour les contenus web des deux antennes de proximité et pour la production de contenus audiovisuelles, sauf des journaux d'informations.

## Identité visuelle
Le 29 janvier 2018, France 3 dévoile le nouveau logo pour la région et locale Nord-Pas-de-Calais, qui a été mise à l'antenne depuis le 29 janvier 2018.

### Identité visuelle

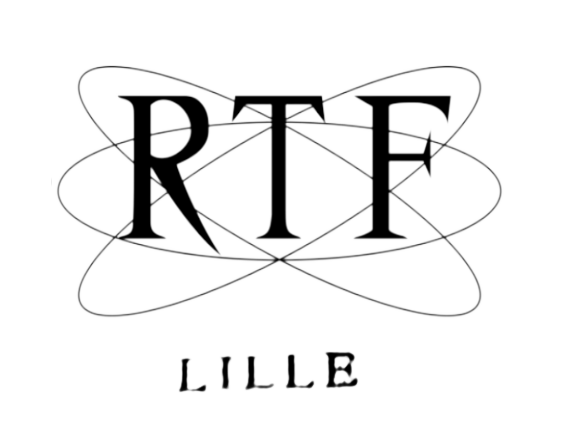
Logo de RTF Lille de 1959 à 1964.
Logo de FR3 Nord-Picardie du 6 janvier 1975 au 4 septembre 1983.
Logo de FR3 Nord-Pas-de-Calais Picardie du 5 septembre 1983 à 1985.
Logo de FR3 Nord-Pas-de-Calais Picardie de 1985 au 5 mai 1986.
Logo de FR3 Nord-Pas-de-Calais Picardie du 6 mai 1986 au 23 novembre 1987.
Logo de France 3 Nord Pas-de-Calais Picardie du 7 septembre 1992 au 7 janvier 2002.
Logo de France 3 Nord-Pas-de-Calais Picardie du 7 janvier 2002 au 6 avril 2008.
Logo de France 3 Nord-Pas-de-Calais Picardie du 7 avril 2008 au 3 janvier 2010.
Logo de France 3 Nord-Pas-de-Calais du 4 janvier 2010 au 28 janvier 2018.
Logo de France 3 Nord-Pas-de-Calais depuis le 29 janvier 2018.

## Slogans
- 1992-2001 : « France 3, la télé qui prend son temps »
- 2001-2010 : « France 3, de près, on se comprend mieux »[19]
- 2010-2011 : « France 3, avec vous, à chaque instant »
- 2011-2012 : « Entre nous, on se dit tout »
- 2013 : « Vous êtes au bon endroit »
- Septembre 2018 : « Sur France 3, vous êtes au bon endroit »

## Organisation

### Dirigeants
Dirigeants de France 3 Hauts-de-France :
- Directeur : Didier Cagny

Édition Nord-Pas-de-Calais :
- Rédacteur en chef France 3 Nord-Pas-de-Calais : John Reichenbach

### Siège et bureaux permanents
Le premier studio de Télé-Lille est installé derrière l'horloge du beffroi de l'Hôtel de Ville de Lille qui lui sert d'émetteur. En 1951, le studio descend au troisième étage du beffroi pour s’installer dans un espace plus vaste de 55 m2 équipé de deux caméras.
Les studios de télévision de Télé-Lille quittent le beffroi en avril 1957 pour rejoindre le 36 boulevard de la Liberté, maison de la radio depuis 1933, dans le jardin de laquelle a été bâti un tout nouvel édifice destiné à accueillir la télévision et qui est toujours aujourd'hui le siège de France 3 Nord-Pas-de-Calais.
Bureaux permanents :
- Boulogne-sur-Mer
- Arras
- Dunkerque
- Valenciennes

## Présentateurs
- Céline Rousseau (12/13 en semaine)
- Virna Sacchi (19/20 en semaine)
- Christelle Massin (12/13 et 19/20 le week-end)
- Thibaut Rysman et Anne-Sophie Roquette (Ensemble c'est mieux !)
- Virginie Demange (Vous êtes formidables !)
- Kamini (Les gens des Hauts)
- Ophélie Masure (Enquêtes de région)

## Diffusion
Télé-Lille fut d'abord diffusée depuis l’émetteur du Beffroi de Lille sur le réseau hertzien analogique terrestre VHF en bandes I et III en haute définition 819 lignes noir et blanc, selon la norme de diffusion française adoptée par décret deux ans auparavant. L'émetteur du beffroi est remplacé en janvier 1956 par des antennes de grande puissance installées sur un petit pylône édifié au sommet du beffroi qui permettent une meilleure réception dans l'Ouest du Nord et du Pas-de-Calais, ainsi qu'en Belgique.
Un tout nouvel émetteur de grande puissance, de plus de 300 mètres de haut, est érigé en 1958 par la R.T.F. à Bouvigny-Boyeffles pour couvrir une zone de diffusion plus large et remplacer l'émetteur installé sur le beffroi de Lille qui est démonté avec un hélicoptère en 1960.
À partir du 1er avril 1964, la deuxième chaîne relaie les programmes régionaux sur la plupart de ses émetteurs UHF à 625 lignes afin que les éditions régionales soient distribuées au mieux du découpage des circonscriptions administratives régionales. Les vastes zones de réception VHF de chaque émetteur de la première chaîne sont souvent reçues par plusieurs régions différentes, le réseau ayant été initialement conçu pour couvrir un maximum de population avec un minimum de fréquences. Les réseaux UHF, codés en SECAM IIIB norme L depuis le 1er octobre, sont complétés par des "émetteurs intercalaires" qui ont des zones de diffusion qui "cadrent" bien mieux avec le découpage des régions créées en 1960.
Dès le 6 janvier 1975, les programmes régionaux sont diffusés sur le troisième réseau terrestre analogique hertzien UHF SECAM IIIB norme L sur toute la région Nord-Pas-de-Calais via les deux émetteurs TDF de Bouvigny-Boyeffles et de Lambersart jusqu'au passage définitif à la diffusion numérique terrestre le 1er février 2011. Depuis cette date, France 3 Nord-Pas-de-Calais est diffusée en région Nord-Pas-de-Calais en clair sur le multiplex R1 de la TNT au standard UHF PAL MPEG-2 (SDTV) depuis l'émetteur TDF de Bouvigny-Boyeffles (canal UHF 24H), ainsi que par câble sur Numericable. Elle est aussi accessible dans toute la France sur les bouquets satellite Canalsat, TNTSAT et Fransat, et sur les bouquets ADSL. Depuis le 5 avril 2016, les émissions régionales sont produites et diffusées en 1080i. Depuis 2019, la chaîne est totalement HD (vidéo : MXF XD Cam HD 1920x1080 50i 50 Mbits/s - Audio : 8 pistes 24 bits et 48 kHz).

Zone de diffusion par TNT de France 3 Nord-Pas-de-Calais